# Scott Dixon
Scott Ronald Dixon (ur. 22 lipca 1980 w Brisbane) – nowozelandzki kierowca wyścigowy, sześciokrotny mistrz serii IndyCar Series z 2003, 2008, 2013, 2015, 2018 i 2020 roku. Zwycięzca Indianapolis 500 2008. .

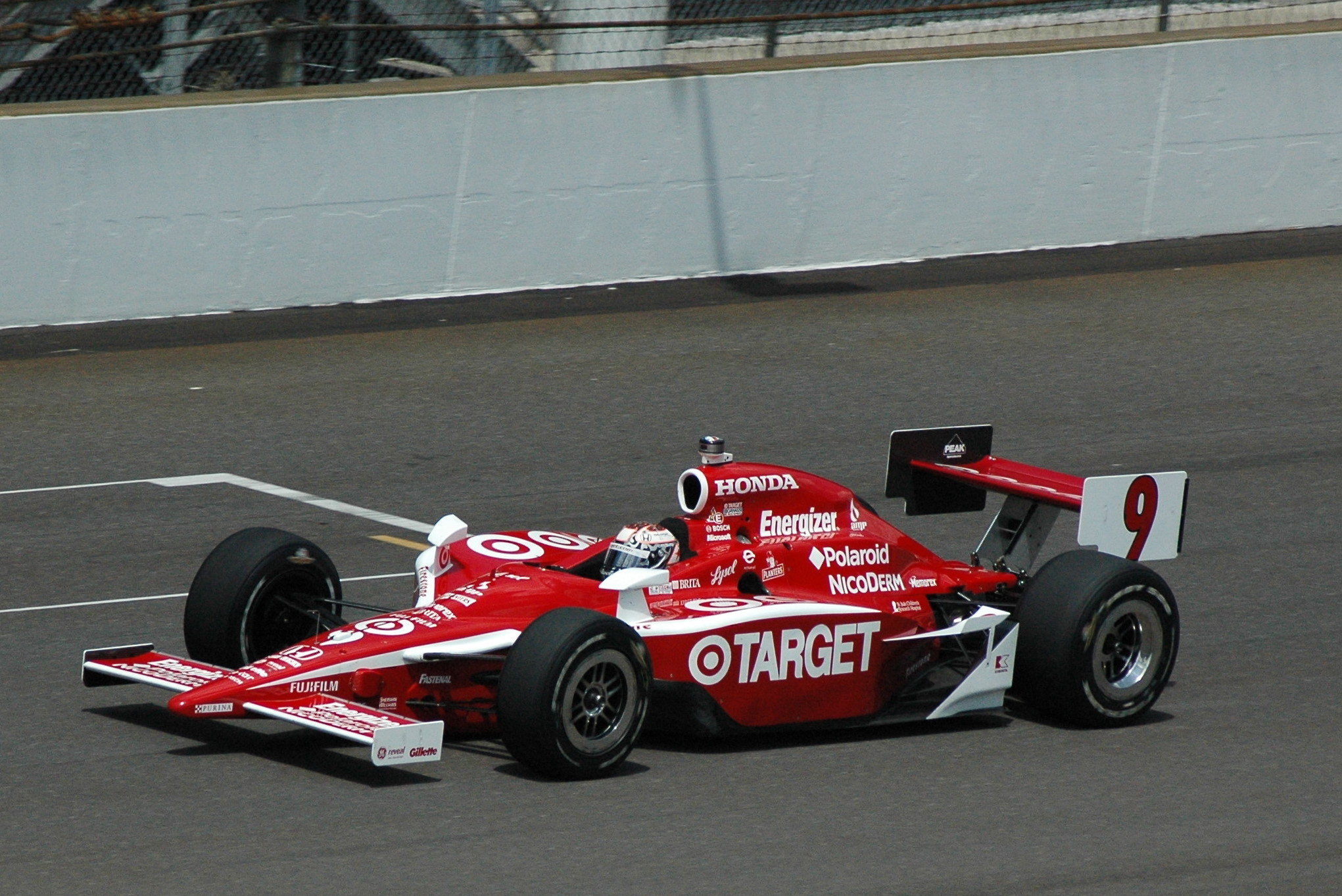
Dixon podczas przygotowań do Indianapolis 500 w 2008

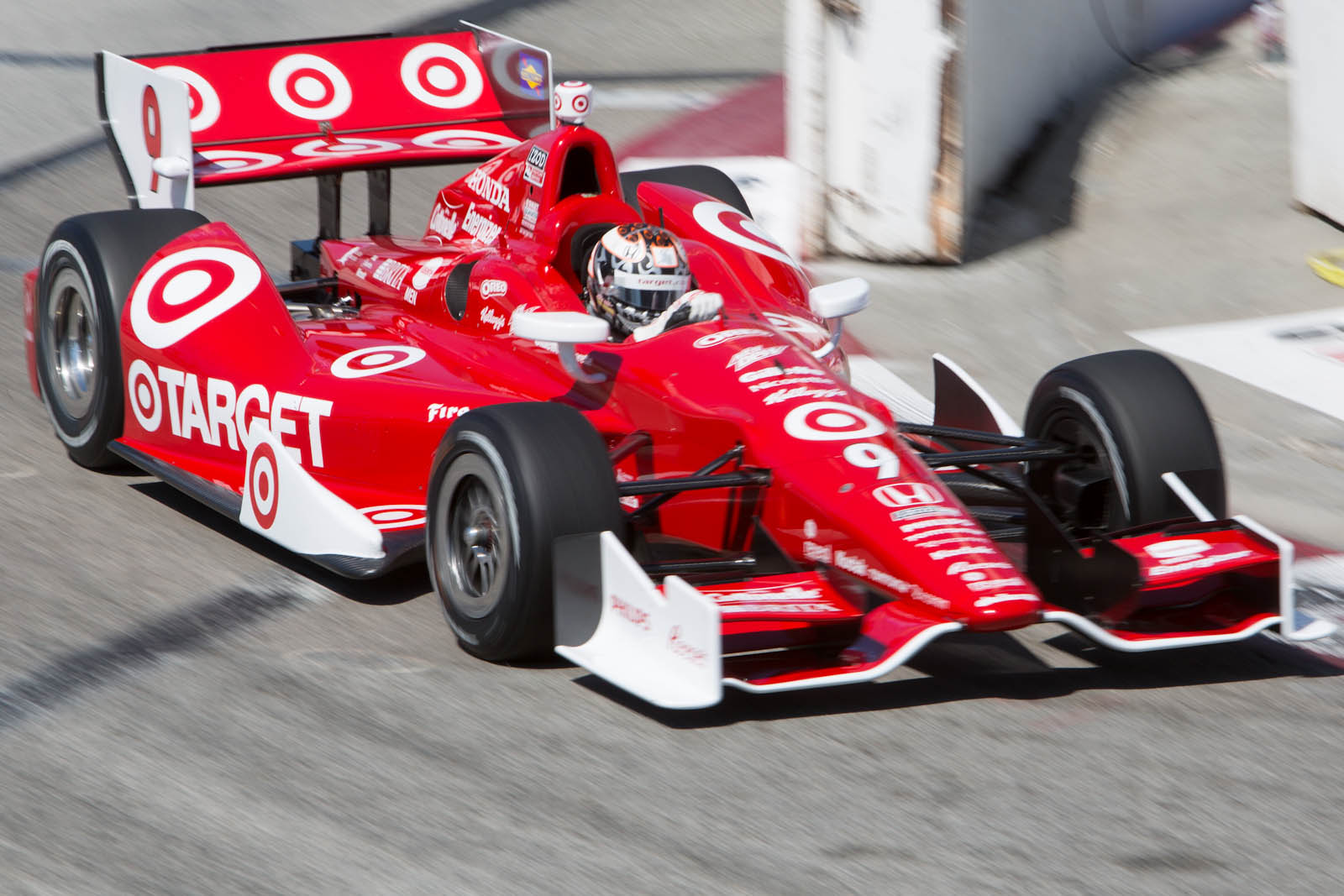
Dixon podczas wyścigu w Long Beach w 2012

## Kariera

### Początki kariery
Karierę wyścigową rozpoczął w wieku 10 lat od kartingu. W wieku 13 lat dostał specjalne pozwolenie na ściganie się w wyścigach samochodów turystycznych (w Nowej Zelandii prawo jazdy można uzyskać dopiero w wieku 15 lat i 6 miesięcy). W kolejnych latach przechodził przez kolejne szczeble juniorskich formuł w swoim kraju, aż w końcu w 1997 roku wystartował w australijskiej Formule Holden. W swoim pierwszym roku startów zajął w niej trzecie miejsce i był najlepszym nowicjuszem a już rok później został mistrzem tej serii wyścigów.
W 1999 roku przeniósł się do Stanów Zjednoczonych i wystartował w serii Indy Lights (przedsionku serii CART) w zespole Johansson Motorsports. Już pierwszy sezon był dość udany, zajął w nim piąte miejsce i wygrał jeden wyścig. Drugi sezon jednak był jeszcze bardziej udany, startując w barwach zespołu PacWest Racing wygrał sześć wyścigów i zdobył tytuł mistrzowski.

### CART
W 2001 roku Dixon nadal startował w zespole PacWest, ale teraz już w serii CART. Był to jego kolejny bardzo udany sezon. W pierwszym wyścigu prowadził przez kilkanaście okrążeń, a już w trzecim wyścigu sezonu, na torze Nazareth Speedway, odniósł swoje pierwsze zwycięstwo. Był to jego pierwszy start na torze owalnym w tej serii wyścigowej. Cały sezon zakończył na ósmym miejscu i zdobył tytuł najlepszego nowicjusza.
Kolejny rok rozpoczął w PacWest, ale zespół wycofał się po kilku wyścigach z powodów finansowych. Dixon trafił wtedy do zespołu należącego do czołówki - Chip Ganassi Racing - który dla niego wystawił trzeci samochód w dalszej części sezonu.

### IRL IndyCar Series
Od 2003 roku zespół Ganassiego przeniósł się do serii Indy Racing League a wraz z nim i Dixon, dla którego pierwszy sezon w tej serii był wyjątkowo udany. Wygrał w nim trzy wyścigi, w pięciu innych zajął drugie miejsce i został mistrzem serii już w pierwszym podejściu. Kolejne lata były mniej udane, głównie ze względu na coraz mniej konkurencyjny silnik Toyoty. Dopiero pod koniec 2004 roku udało mu się odnieść pierwsze zwycięstwo od czasu zdobycia tytułu mistrzowskiego.
Od 2006 roku zespół zaczął korzystać z silników Hondy (tak jak i cała reszta stawki), a nowym partnerem Scotta został aktualny mistrz serii Dan Wheldon. Wyniki były zdecydowanie lepsze - Dixon wygrał dwa wyścigi i zajął czwarte miejsce na koniec sezonu. Był to jednak dopiero wstęp do kolejnych sukcesów. W 2007 roku ponownie wygrał 4 wyścigi i do ostatniego wyścigu sezonu walczył z Dario Franchittim o tytuł mistrzowski, ostatecznie przegrywając rywalizację. Natomiast w sezonie 2008 nie miał już sobie równych, wygrał w nim 6 wyścigów i przez cały sezon zajmował regularnie wysokie miejsca (nie ukończył tylko jednego wyścigu) co dało mu drugi w karierze tytuł mistrza serii. W kolejnym sezonie do ostatniego wyścigu walczył o obronę tytułu mistrzowskiego, ale ostatecznie zdołał zająć drugie miejsce w klasyfikacji generalnej i wygrał 5 wyścigów.
W sezonie 2010 wygrał 3 wyścigi, ale kilka wyników poza ścisłą czołówką sprawiło, że suma uzbieranych punktów dała mu trzecie miejsce w klasyfikacji sezonu. W kolejnych dwóch sezonach także zajmował trzecie miejsce, aż w 2013 ponownie został mistrzem IndyCar wyprzedzając w końcówce sezonu Hélio Castronevesa.

## Starty w karierze
| Sezon | Seria               | Zespół                | Starty | PP | Zwyc. | Punkty | Pozycja |
| ----- | ------------------- | --------------------- | ------ | -- | ----- | ------ | ------- |
| 1997  | Formuła 4000 Holden |                       | 14     |    | 0     | 125    | 3.      |
| 1998  | Formuła 4000 Holden | SH Racing             | 10     |    | 5     | 160    | 1.      |
| 1999  | Indy Lights         | Johansson Motorsports | 12     | 1  | 1     | 88     | 5.      |
| 2000  | Indy Lights         | PacWest Lights        | 12     | 1  | 6     | 155    | 1.      |
| 2001  | CART                | PacWest Racing        | 20     | 0  | 1     | 98     | 8.      |
| 2002  | CART                | PacWest Racing        | 3      | 0  | 0     | 97     | 13.     |
| 2002  | CART                | Chip Ganassi Racing   | 16     | 0  | 0     | 97     | 13.     |
| 2003  | IRL IndyCar Series  | Chip Ganassi Racing   | 16     | 5  | 3     | 507    | 1.      |
| 2004  | IRL IndyCar Series  | Chip Ganassi Racing   | 16     | 0  | 0     | 355    | 10.     |
| 2005  | IRL IndyCar Series  | Chip Ganassi Racing   | 17     | 0  | 1     | 321    | 13.     |
| 2006  | IRL IndyCar Series  | Chip Ganassi Racing   | 14     | 1  | 2     | 460    | 4.      |
| 2007  | IRL IndyCar Series  | Chip Ganassi Racing   | 17     | 2  | 4     | 624    | 2.      |
| 2008  | IRL IndyCar Series  | Chip Ganassi Racing   | 18     | 7  | 6     | 646    | 1.      |
| 2009  | IRL IndyCar Series  | Chip Ganassi Racing   | 17     | 1  | 5     | 605    | 2.      |
| 2010  | IRL IndyCar Series  | Chip Ganassi Racing   | 17     | 0  | 3     | 547    | 3.      |
| 2011  | IRL IndyCar Series  | Chip Ganassi Racing   | 17     | 2  | 2     | 518    | 3.      |
| 2012  | IRL IndyCar Series  | Chip Ganassi Racing   | 15     | 1  | 2     | 435    | 3.      |
| 2013  | IRL IndyCar Series  | Chip Ganassi Racing   | 19     | 2  | 4     | 577    | 1.      |

## Starty w Indianapolis 500
| Rok  | Nadwozie | Silnik    | Start | Wynik | Uwagi   |
| ---- | -------- | --------- | ----- | ----- | ------- |
| 2003 | G-Force  | Toyota    | 4     | 17    | Wypadek |
| 2004 | G-Force  | Toyota    | 13    | 8     |         |
| 2005 | Panoz    | Toyota    | 13    | 24    | Wypadek |
| 2006 | Dallara  | Honda     | 4     | 6     |         |
| 2007 | Dallara  | Honda     | 4     | 2     |         |
| 2008 | Dallara  | Honda     | 1     | 1     |         |
| 2009 | Dallara  | Honda     | 5     | 6     |         |
| 2010 | Dallara  | Honda     | 6     | 5     |         |
| 2011 | Dallara  | Honda     | 2     | 5     |         |
| 2012 | Dallara  | Honda     | 15    | 2     |         |
| 2013 | Dallara  | Honda     | 16    | 14    |         |
| 2014 | Dallara  | Chevrolet | 11    | 29    | Wypadek |
| 2015 | Dallara  | Chevrolet | 1     | 4     |         |
| 2016 | Dallara  | Chevrolet | 13    | 8     |         |
| 2017 | Dallara  | Honda     | 1     | 32    | Wypadek |
| 2018 | Dallara  | Honda     | 9     | 3     |         |
| 2019 | Dallara  | Honda     | 18    | 17    |         |
| 2020 | Dallara  | Honda     | 2     | 2     |         |
| 2021 | Dallara  | Honda     | 1     | 17    |         |
| 2022 | Dallara  | Honda     | 1     | 21    |         |

## Odznaczenia
- Nowozelandzki Order Zasługi V klasy (2008)[2]